# Julian Weigl
Julian Weigl (Bad Aibling, 8 september 1995) is een Duits voetballer die doorgaans als defensieve middenvelder speelt. Hij verruilde Benfica in juli 2023 voor Borussia Mönchengladbach, dat hem in het voorgaande seizoen al huurde. Weigl debuteerde in 2016 in het Duits voetbalelftal.

## Clubcarrière

### 1860 München
Weigl speelde in de jeugd van SV Ostermünchen en 1860 Rosenheim en werd in 2010 opgenomen in de jeugdopleiding van TSV 1860 München. Hiervoor debuteerde hij op 14 februari 2014 in het eerste elftal, tijdens een wedstrijd in de 2. Bundesliga tegen FC Ingolstadt 04. Hij mocht na 66 minuten invallen voor Yannick Stark. 1860 München verloor met 2–0. Weigl kwam in zijn eerste seizoen tot 14 competitieduels, het seizoen erna tot 24.

### Borussia Dortmund
Weigl tekende in juni 2015 een contract tot medio 2019 bij Borussia Dortmund, de nummer zeven van de Bundesliga in het voorgaande seizoen. Hiervoor speelde hij op 9 augustus 2015 zijn eerste wedstrijd, een bekerduel tegen Chemnitzer FC. Hij debuteerde op 15 augustus 2015 in de Bundesliga, tegen Borussia Mönchengladbach. Ondanks de stap naar het hoogste niveau, groeide Weigl in 2015/16 meteen uit tot basisspeler bij Dortmund. Daarmee werd hij dat jaar tweede, bekerfinalist en kwartfinalist in de Europa League. Als gevolg hiervan debuteerde hij in 2016/17 in de Champions League. Borussia en hij werden eerste in een poule met Real Madrid, Legia Warschau en Sporting Lissabon en wonnen in de achtste finale van Benfica. Ze verloren in de kwartfinale vervolgens twee keer van AS Monaco. 
Weigl won in 2016/17 de DFB-Pokal met zijn teamgenoten. Hij bleef 4,5 jaar bij Borussia, in een periode dat Bayern München ieder jaar kampioen werd. Toen Lucien Favre in mei 2018 werd aangesteld als nieuwe coach, was Weigl zes maanden zijn plaats kwijt. Hij kreeg die terug na het vertrek van Christian Pulisic naar Chelsea.

### Benfica
Weigl tekende in januari 2020 voor 4,5 jaar bij Benfica. Dat betaalde 20 miljoen euro voor hem aan Borussia Dortmund. Weigl werd bij de Portugese club weer een onbetwiste basisspeler op het middenveld, naast Pizzi, Rafa Silva en Adel Taarabt en later Éverton en João Mário. Benfica moest het in zijn tijd alleen steeds afleggen tegen FC Porto en Sporting Lissabon wanneer het aankwam op het verdelen van de prijzen.

### Borussia Mönchengladbach
Weigl keerde in september 2022 terug naar Duitsland, waar hij op huurbasis voor Borussia Mönchengladbach ging spelen. Die club legde hem daarna definitief vast.

## Clubstatistieken

### Beloften
| Seizoen         | Club                 | Competitie          | Competitie | Competitie |
| Seizoen         | Club                 | Competitie          | Wed.       | Dlp.       |
| --------------- | -------------------- | ------------------- | ---------- | ---------- |
| 2013/14         | TSV 1860 München II  | Regionalliga Bayern | 23         | 0          |
| 2017/18         | Borussia Dortmund II | Regionalliga West   | 1          | 0          |
| 2018/19         | Borussia Dortmund II | Regionalliga West   | 2          | 0          |
| Beloften totaal | Beloften totaal      | Beloften totaal     | 26         | 0          |

### Senioren
| Seizoen         | Club                       | Competitie      | Competitie | Competitie | Beker | Beker | Internationaal | Internationaal | Totaal | Totaal |
| Seizoen         | Club                       | Competitie      | Wed.       | Dlp.       | Wed.  | Dlp.  | Wed.           | Dlp.           | Wed.   | Dlp.   |
| --------------- | -------------------------- | --------------- | ---------- | ---------- | ----- | ----- | -------------- | -------------- | ------ | ------ |
| 2013/14         | TSV 1860 München           | 2. Bundesliga   | 14         | 0          | 0     | 0     | —              | —              | 14     | 0      |
| 2014/15         | TSV 1860 München           | 2. Bundesliga   | 24         | 0          | 1     | 0     | —              | —              | 25     | 0      |
| 2015/16         | Borussia Dortmund          | Bundesliga      | 30         | 0          | 5     | 0     | 16             | 0              | 51     | 0      |
| 2016/17         | Borussia Dortmund          | Bundesliga      | 30         | 0          | 3     | 0     | 9              | 1              | 42     | 1      |
| 2017/18         | Borussia Dortmund          | Bundesliga      | 25         | 1          | 1     | 0     | 7              | 0              | 33     | 1      |
| 2018/19         | Borussia Dortmund          | Bundesliga      | 18         | 1          | 2     | 0     | 4              | 0              | 24     | 1      |
| 2019/20         | Borussia Dortmund          | Bundesliga      | 13         | 1          | 2     | 0     | 4              | 0              | 19     | 1      |
| 2019/20         | Benfica                    | Primeira Liga   | 18         | 1          | 2     | 0     | 1              | 0              | 21     | 1      |
| 2020/21         | Benfica                    | Primeira Liga   | 28         | 0          | 6     | 0     | 8              | 1              | 42     | 1      |
| 2021/22         | Benfica                    | Primeira Liga   | 29         | 2          | 6     | 0     | 13             | 1              | 48     | 3      |
| 2022/23         | Benfica                    | Primeira Liga   | 2          | 0          | 0     | 0     | 1              | 0              | 3      | 0      |
| 2022/23         | → Borussia Mönchengladbach | Bundesliga      | 23         | 1          | 1     | 0     | —              | —              | 24     | 1      |
| 2023/24         | Borussia Mönchengladbach   | Bundesliga      | 31         | 2          | 4     | 0     | —              | —              | 35     | 2      |
| 2024/25         | Borussia Mönchengladbach   | Bundesliga      | 28         | 0          | 2     | 0     | —              | —              | 30     | 0      |
| Senioren totaal | Senioren totaal            | Senioren totaal | 312        | 9          | 35    | 0     | 63             | 3              | 410    | 12     |
| Totaal          | Totaal                     | Totaal          | 338        | 9          | 35    | 0     | 63             | 3              | 436    | 12     |

## Interlandcarrière
Weigl debuteerde in 2013 voor Duitsland –19, waarvoor hij vier interlands speelde. Op 13 oktober 2014 maakte hij zijn eerste interlanddoelpunt voor Duitsland –20 tegen Nederland –20. Op 17 mei 2016 werd Weigl opgenomen in de selectie van het Duits voetbalelftal voor het Europees kampioenschap voetbal 2016 in Frankrijk. Duitsland werd in de halve finale uitgeschakeld door Frankrijk (0–2), na in de eerdere twee knock-outwedstrijden Slowakije (3–0) en Italië (1–1, 6–5 na strafschoppen) te hebben verslagen.

## Erelijst
| DFB-Pokal    | 1x | 2016/17 |
| DFL-Supercup | 1x | 2019    |